# Yasutaka Kobayashi
Yasutaka Kobayashi (小林 康剛 Kobayashi Yasutaka?, nacido el 15 de junio de 1980 en Tōkai, Ibaraki) es un exfutbolista japonés. Jugaba de delantero y su último club fue el Fukushima United FC de Japón.

## Trayectoria

### Clubes
| Club                | País  | Año         |
| ------------------- | ----- | ----------- |
| Kashima Antlers     | Japón | 1999 - 2001 |
| Vegalta Sendai      | Japón | 2000        |
| Kawasaki Frontale   | Japón | 2002 - 2003 |
| Mito HollyHock      | Japón | 2004        |
| Tokushima Vortis    | Japón | 2005 - 2007 |
| Fagiano Okayama     | Japón | 2008 - 2009 |
| Fukushima United FC | Japón | 2010 - 2014 |

## Estadística de carrera

### J. League
| Club                | Año   | J. League | J. League | Copa J. League | Copa J. League | Total | Total |
| Club                | Año   | Part.     | Goles     | Part.          | Goles          | Part. | Goles |
| ------------------- | ----- | --------- | --------- | -------------- | -------------- | ----- | ----- |
| Kashima Antlers     | 1999  | 0         | 0         | 0              | 0              | 0     | 0     |
| Vegalta Sendai      | 2000  | 37        | 6         | 2              | 0              | 39    | 6     |
| Kashima Antlers     | 2001  | 1         | 0         | 0              | 0              | 1     | 0     |
| Kawasaki Frontale   | 2002  | 6         | 2         | -              | -              | 6     | 2     |
| Kawasaki Frontale   | 2003  | 10        | 1         | -              | -              | 10    | 1     |
| Mito HollyHock      | 2004  | 40        | 9         | -              | -              | 40    | 9     |
| Tokushima Vortis    | 2005  | 38        | 11        | -              | -              | 38    | 11    |
| Tokushima Vortis    | 2006  | 32        | 8         | -              | -              | 32    | 8     |
| Tokushima Vortis    | 2007  | 38        | 1         | -              | -              | 38    | 1     |
| Fagiano Okayama     | 2009  | 7         | 0         | -              | -              | 7     | 0     |
| Fukushima United FC | 2014  | 23        | 2         | -              | -              | 23    | 2     |
| Total               | Total | 232       | 40        | 2              | 0              | 234   | 40    |

## Palmarés

### Títulos nacionales
| Título    | Club            | País  | Año  |
| --------- | --------------- | ----- | ---- |
| J1 League | Kashima Antlers | Japón | 2001 |